# Pere Ventura
Pere Ventura Morell (Barcelona, 7 de abril de 1959-Madrid, 3 de abril de 2014) fue un actor español, conocido por sus papeles secundarios en películas y series de televisión del país.

## Carrera
Pere Ventura nació en Barcelona, España, el 7 de abril de 1959.

### Teatro
Ventura trabajó como actor teatral entre 1995 y 2002, bajo la dirección de Sergi Belbel, Toni Casares y Calixto Bieito, y como parte del grupo Tricicle. Participó en obras como El joc dels idiotes, de Francis Veber/Marc Rosich, El círculo de tiza caucasiano de Bertolt Brecht, Primera història d'Esther, de Salvador Espriu, Rigor Mortis, La Hostalera y  El misántropo de Molière.

### Televisión
También formó parte del elenco de populares series televisivas transmitidas por TV3, tales como La Riera, Infidels, Porca Misèria, Ventdelplà, Laberint d'ombres y Nissaga de poder. Fue parte de Hispania, la leyenda, Los hombres de Paco y El Internado , de Antena 3, Cuéntame como pasó, de TVE, Crematorio, de Canal Plus, y Acusados y MIR de Tele 5.

### Cine
También estuvo presente en el cine, con películas como Tres metros sobre el cielo, de Fernando G. Molina, Los ojos de Julia, de Guillem Morales, El coronel Macià, de Josep Maria Forn, y La Ruta Natural, de Alex Pastor, en la que fue protagonista y finalista al Goya de 2005. Su última película fue Los últimos días, dirigida por Alex y David Pastor.

## Muerte
El 3 de abril de 2014, Ventura sufrió un paro cardiorrespiratorio que le provocó la muerte, a la edad de 54 años.